# Magyar Nemzeti Névtér
A Magyar Nemzeti Névtér, röviden MNN egy 2019 május közepén „béta” verzióban indult katalógusrendszer, amelynek célkitűzése, hogy egyértelműen azonosítsa a magyar kultúra dokumentumait, a kulturális dokumentumok létrehozóit, a magyar kultúra nevezetes helyszíneit, és ezáltal összekapcsolhatóvá és bejárhatóvá tegye a közgyűjtemények, a tudástermelő intézmények által kezelt kulturális adatbázisokat. A rendszer három tulajdonnévtérrel indult: a személynévtér, a testületi névtér és a földrajzi névtér. A katalógus nyitott a szakemberek számára, de nem szerkesztheti akárki az adatait. A szerkesztést kompetenciák mentén, szakemberek végzik.
A Nemzeti Névtér alapvető funkciója a kulturális adatbázisok közötti átjárhatóság megteremtése. Indulástól a MARC-export lehetőségét kínálta fel, de dolgoznak azon, hogy más formátumokban is el lehessen vinni az adatokat.

## Háttere
A rendszert az OSZK keretein belül fejlesztik, de a cél, hogy minél több könyvtár, gyűjtőhely, levéltár és más olyan intézmény csatlakozzon, amelyeknél ott vannak a kapcsolódó adatok és digitális tartalmak. A projektet Szakadát István mutatta be, aki a BME docense, valamint az Országos Könyvtári Kuratórium tagja, egyben a rendszer koncepciójának egyik kidolgozója.
Induláskor az OSZK adatain kívül a Petőfi Irodalmi Múzeum átfogó irodalmi adattára, valamint a KSH Helységnévtárának adatai kerültek be a rendszerbe, így a települési és választási adatok is össze vannak már kötve.